# Oleh Sentsov
Oleh Sentsov (en ukrainien : Оле́г Сенцо́в ; souvent écrit en français « Oleg Sentsov » qui correspond à la transcription phonétique de son nom en russe), né le 13 juillet 1976 à Simferopol (RSS d'Ukraine), est un réalisateur, scénariste et producteur ukrainien de cinéma principalement connu pour le film Gámer (2011).
Il est arrêté en 2014 par le Service fédéral de sécurité de la fédération de Russie (FSB) sous l'accusation de « préparation d'actes terroristes » et condamné l’année suivante à 20 ans de réclusion aux termes d'un procès contesté en Occident et qualifié de « stalinien » par Amnesty International. Emprisonné dans la colonie pénitentiaire de Labytnangui en Sibérie occidentale, en 2018 il fait 145 jours de grève de la faim ; sa cause devient mondialement célèbre,. Il reçoit en octobre 2018 le prix Sakharov du Parlement européen. Il est libéré le 7 septembre 2019 au cours d'un échange de prisonniers entre l'Ukraine et la Russie.

## Biographie

### Cinéaste
Oleh Hennadiyovitch Sentsov (en ukrainien : Оле́г Генна́дійович Сенцо́в) est né en 1976 à Simferopol, en Crimée. Il a étudié l’économie à Kiev et suivi ensuite des cours sur la direction de film et la rédaction de scénarios à Moscou. Ses deux premiers courts-métrages sont Un jour rêvé pour le poisson-banane (2008) et La corne d’un bœuf (2009). Gámer (2011) est son premier long-métrage. Il a été projeté en 2012 au Festival international du film de Rotterdam. Il y a rencontré le succès, ainsi que dans d’autres festivals, ce qui a permis à Sentsov d’obtenir un financement pour son futur long-métrage Rhino, retardé par son engagement dans le mouvement de protestation Euromaïdan. Le tournage devait commencer pendant l’été 2014.
En 2016, avec l'ukase no 77 du président d'Ukraine, on lui attribue le prix national Taras Chevtchenko pour les films Gámer (Гамер, 2011) et Rhino (Носоріг, 2014).

### Activiste
Après le début du mouvement Euromaïdan en novembre 2013, Oleh Sentsov est devenu un activiste d’AutoMaidan (en) et durant la crise de Crimée en 2014 il a aidé les militaires ukrainiens assiégés dans leurs bases en leur livrant des provisions. Il a alors déclaré qu’il ne reconnaissait pas « l’invasion » puis l’annexion russe de la Crimée.

### Arrestation et procès

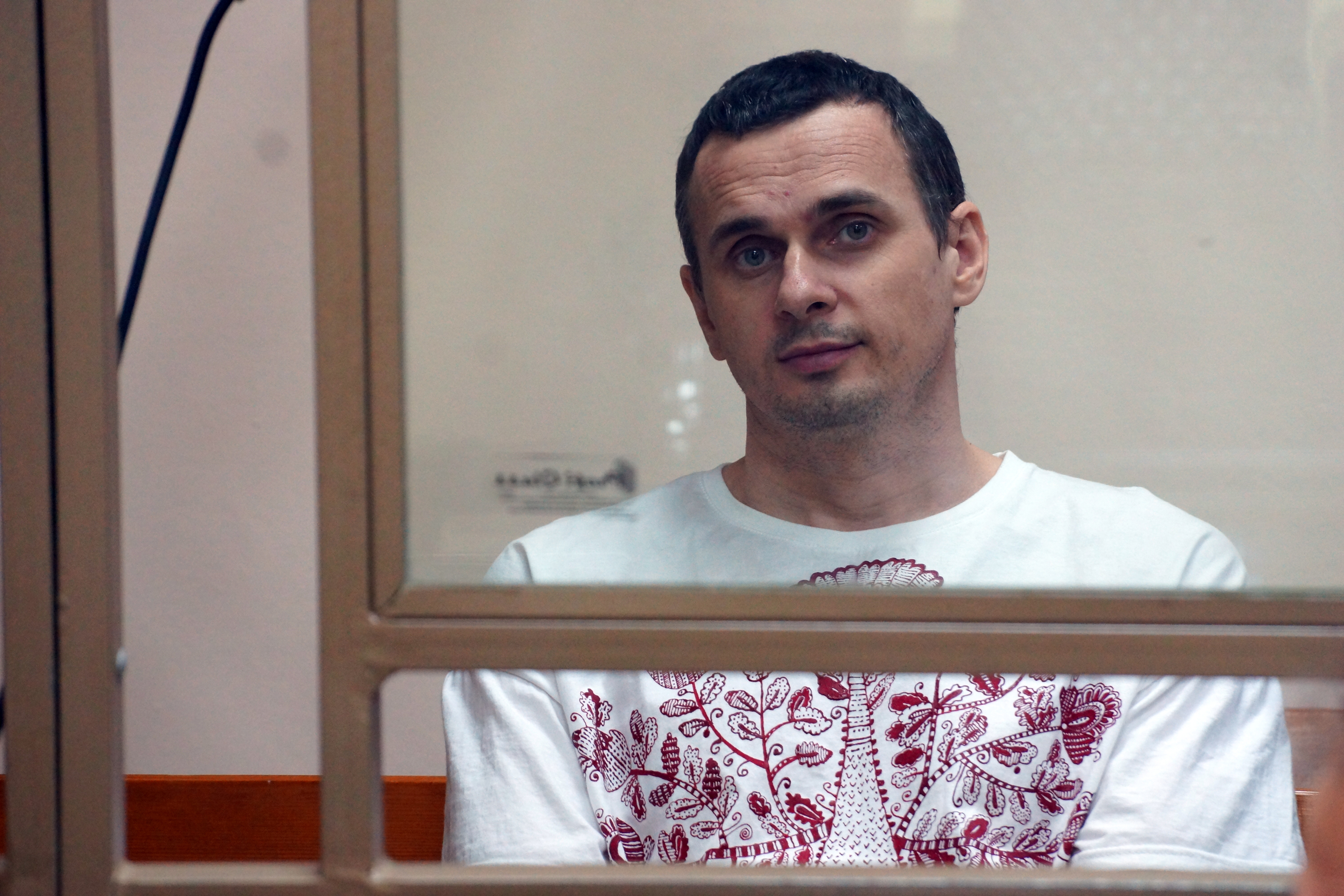
Oleg Sentsov durant son procès en 2015.

Sentsov a été arrêté le 11 mai 2014 sur supposition de préparation d’actes terroristes,. Il est l’un des quatre citoyens ukrainiens (avec Hennady Afanasyev, Oleksi Chirniy et Oleksandr Koltchenko) détenus par le FSB, qui les accuse de préparer des actes terroristes contre les infrastructures de Simferopol, Yalta et Sébastopol. Ces charges sont passibles de vingt ans de prison. Après une détention de trois semaines sans charges, une note du FSB a accusé les quatre Ukrainiens d’être « membres d’une organisation terroriste qui devait déposer des explosifs artisanaux le 9 mai 2014 près du mémorial de Lénine de Simferopol et mettre le feu aux bâtiments administratifs de la communauté russe de Crimée et du parti politique russe « Russie unie » à Simferopol les 14 et 18 avril 2014 ». Sentsov, Afanasyev, Chirnogo et Kolchenko ont aussi été accusés d’être des membres du groupe ultranationaliste ukrainien Secteur droit, ce que Sentsov et Secteur droit ont nié,,. Les procureurs russes ont déclaré que Sentsov avait confessé les préparatifs d’actes terroristes. Mais Sentsov et son avocat, Dmitry Dinze (connu pour avoir défendu Nadejda Tolokonnikova et Maria Alyokhina, membres du groupe Pussy Riot) n’ont pas confirmé et ont déclaré qu'on avait battu Sentsov pour le forcer à avouer,. Depuis le 19 mai 2014, Sentsov est détenu à la prison de Lefortovo à Moscou,. Des cinéastes du monde entier comme Agnieszka Holland, Ken Loach, Mike Leigh et Pedro Almodóvar ont adressé le 10 juin 2014 au président de Russie Vladimir Poutine une lettre demandant la libération de Sentsov,. Le 26 juin 2014, le Conseil de Russie pour les Droits de l’Homme a fait appel au vice-procureur général Viktor Grin pour qu’il vérifie les accusations contre Oleh Sentsov et Oleksandr Kolchenko. Une réponse, publiée sur le site du conseil, mentionne qu’on n’a trouvé « aucune raison » de libérer les suspects. Le 7 juillet 2014, la détention de Sentsov a été prolongée jusqu’au 11 octobre, puis en octobre 2014 encore prolongée au 11 janvier 2015. Les autorités ukrainiennes sont empêchées par les autorités russes de contacter ou d’aider Sentsov, qui a déclaré qu’il avait été privé de sa nationalité ukrainienne. L’Union européenne et les États-Unis ont condamné la détention d’Oleh Sentsov et demandé sa libération. Le 25 août 2015, Oleh Sentsov est condamné à 20 ans de prison pour « organisation d’un groupe terroriste », au terme d'un procès qualifié de « stalinien » par Amnesty International,.

### Détention et mobilisation pour sa libération

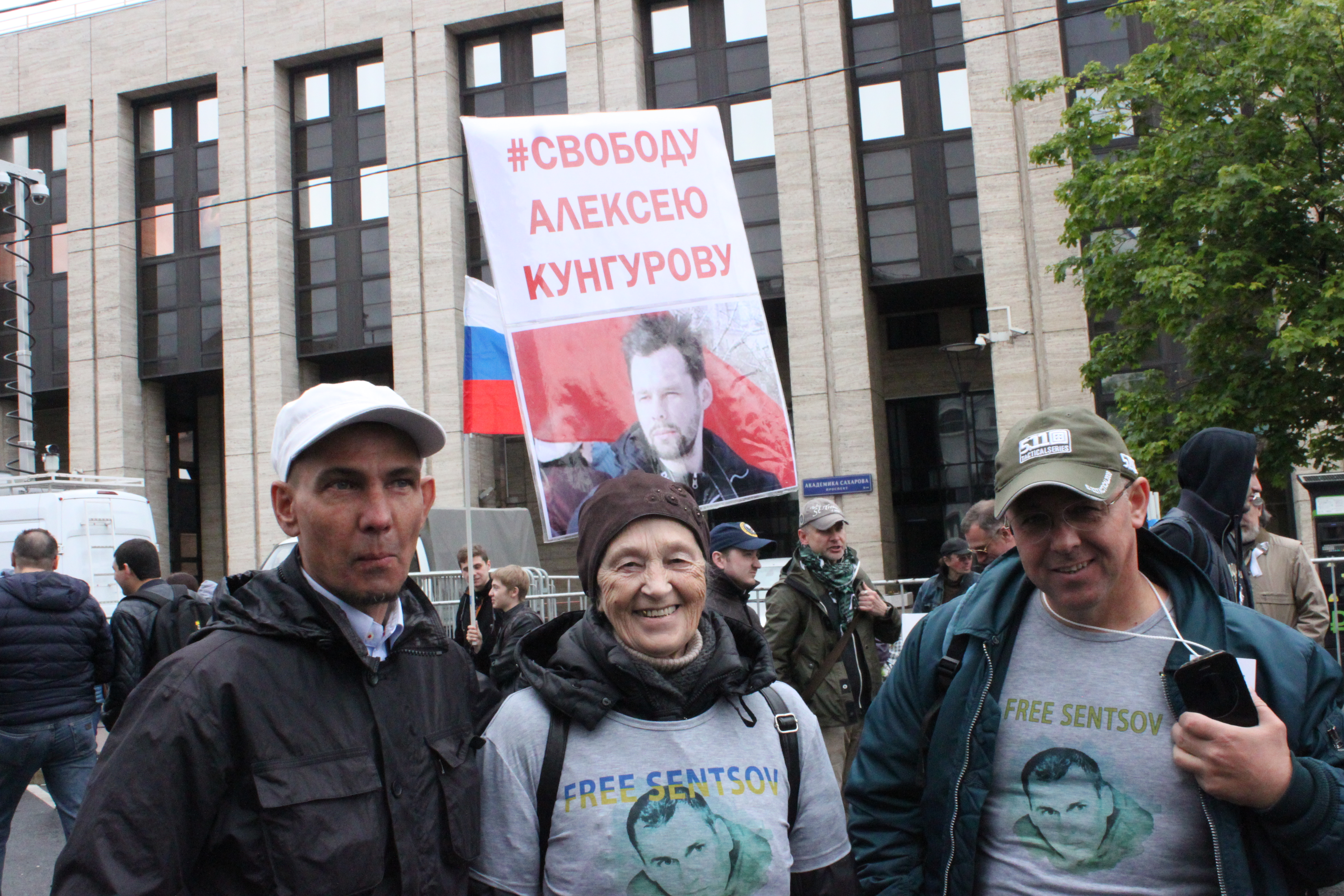
Manifestants arborant des tee-shirt à l’effigie de Sentsov à Moscou.

En novembre 2017, à nouveau, une pétition réclame la libération urgente d’Oleg Sentsov dont l’état de santé commence à se dégrader. Ken Loach, Mike Leigh, Pedro Almodovar ou Wim Wenders qui s’étaient déjà engagés, sont rejoints par Arnaud Desplechin, Bertrand Tavernier, l'Américain Frederick Wiseman, et au-delà du monde du cinéma, le philosophe slovène Slavoj Zizek, la sociologue Eva Illouz, le metteur en scène polonais Krzysztof Warlikowski, ou encore l’écrivaine Annie Ernaux et le romancier américain Russel Banks.

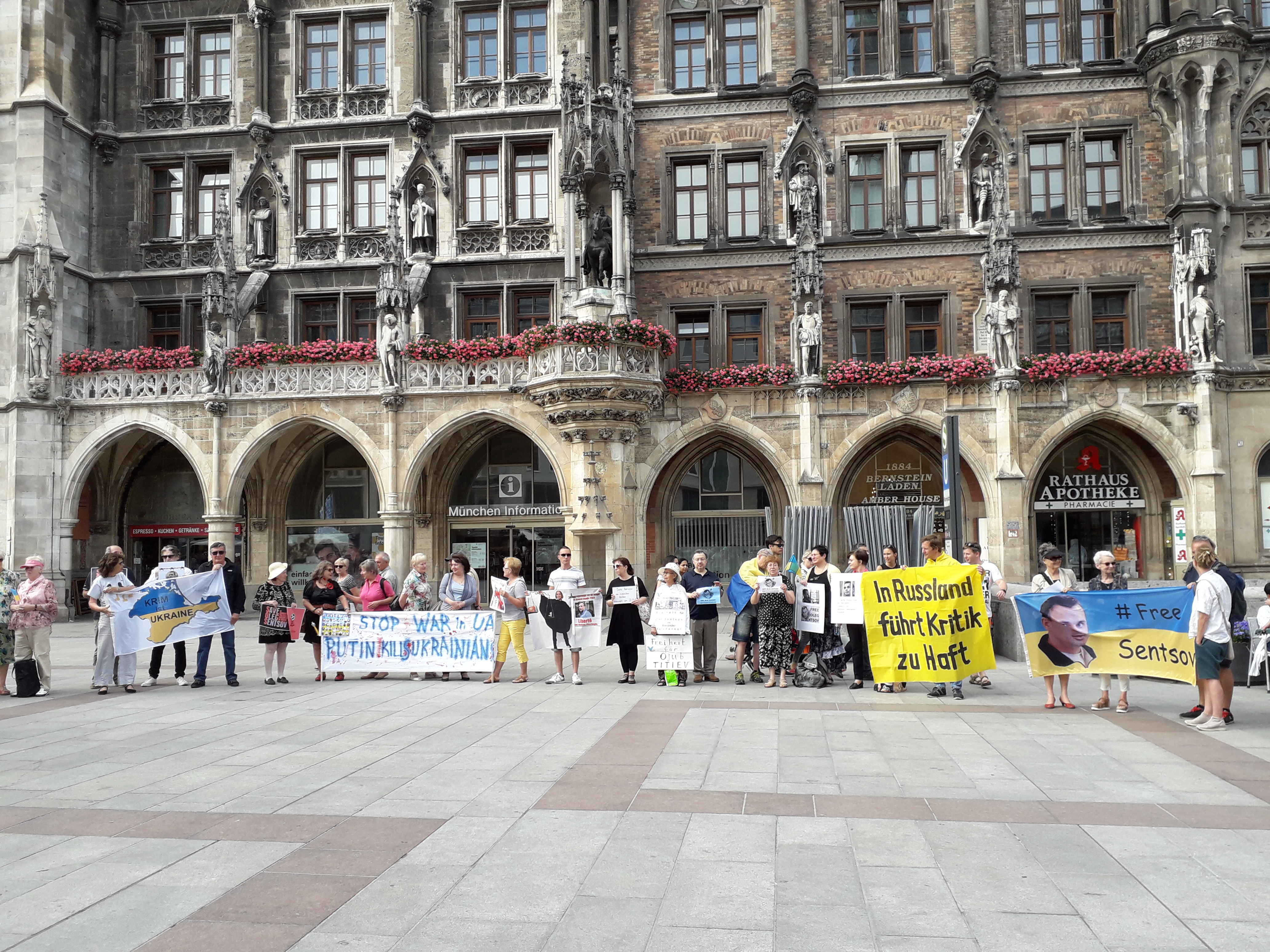
Manifestation de soutien à Munich.

Le 5 février 2017, une petite délégation s’est rendue à l’Ambassade de Russie à Paris, à l'instigation de Michel Eltchaninoff et d'Adélaïde Fabre, mais aussi de l’ambassadeur de France pour les Droits de l’homme, François Croquette, et Christiane Taubira qui a décidé de parrainer ce combat pour la libération d’Oleg Sentsov.
Pour protester contre sa condamnation qu'il estime illégale, Sentsov entame une grève de la faim le 14 mai 2018. Il la poursuit pendant le mondial russe. Vladimir Poutine reste inflexible devant les pétitions et appels des organisations internationales des intellectuels étrangers. Début août, l'administration russe refuse à Amnesty International le droit de visite. Mi août 2018, son état de santé est décrit comme « catastrophique »,,,. Un grand nombre de personnalités s'associent le 12 août pour demander sa libération et la mobilisation de l’ensemble de la communauté internationale. Le 15 aout 2018, quatre experts indépendants des Nations unies, y compris Michel Forst, rapporteur spécial sur la situation des défenseurs des droits humains, « ont appelé les autorités russes à veiller à ce que M. Sentsov bénéficie immédiatement d'un traitement médical approprié, sur la base de son consentement complet et éclairé. La vie de Sentsov serait en danger imminent. Sa grève de la faim fait suite à un procès et à une condamnation non conforme au droit international.  Nous exhortons les autorités russes à le libérer sans condition de toute urgence, ont déclaré les experts ». Le 21 août, alors qu'il est en grève de la faim depuis 100 jours, des dizaines de personnalités demandent sa libération immédiate. Un nouvel appel est lancé à la Mostra de Venise. Fin septembre, ses jours sont en danger. Le 28 septembre 2018, il est hospitalisé. Il arrête sa grève de la faim le 6 octobre, sous la contrainte, ayant été alimenté de force, mais son état de santé reste critique. Il était « entre la vie et la mort » selon Natalya Kaplan, la cousine d'Oleg Sentsov qui, accompagnée de l’avocat Dmitriy Dinze, a représenté le cinéaste lors de la remise du prix Sakharov pour la liberté de l'esprit par Antonio Tajani, président du Parlement européen, le 12 décembre 2018. En novembre 2018, l'Assemblée générale des Nations unies adopte une résolution appelant à la libération immédiate des citoyens ukrainiens Oleh Sentsov, Volodymyr Balukh et Emir-Usein Kuku.

### Libération et retour en Ukraine

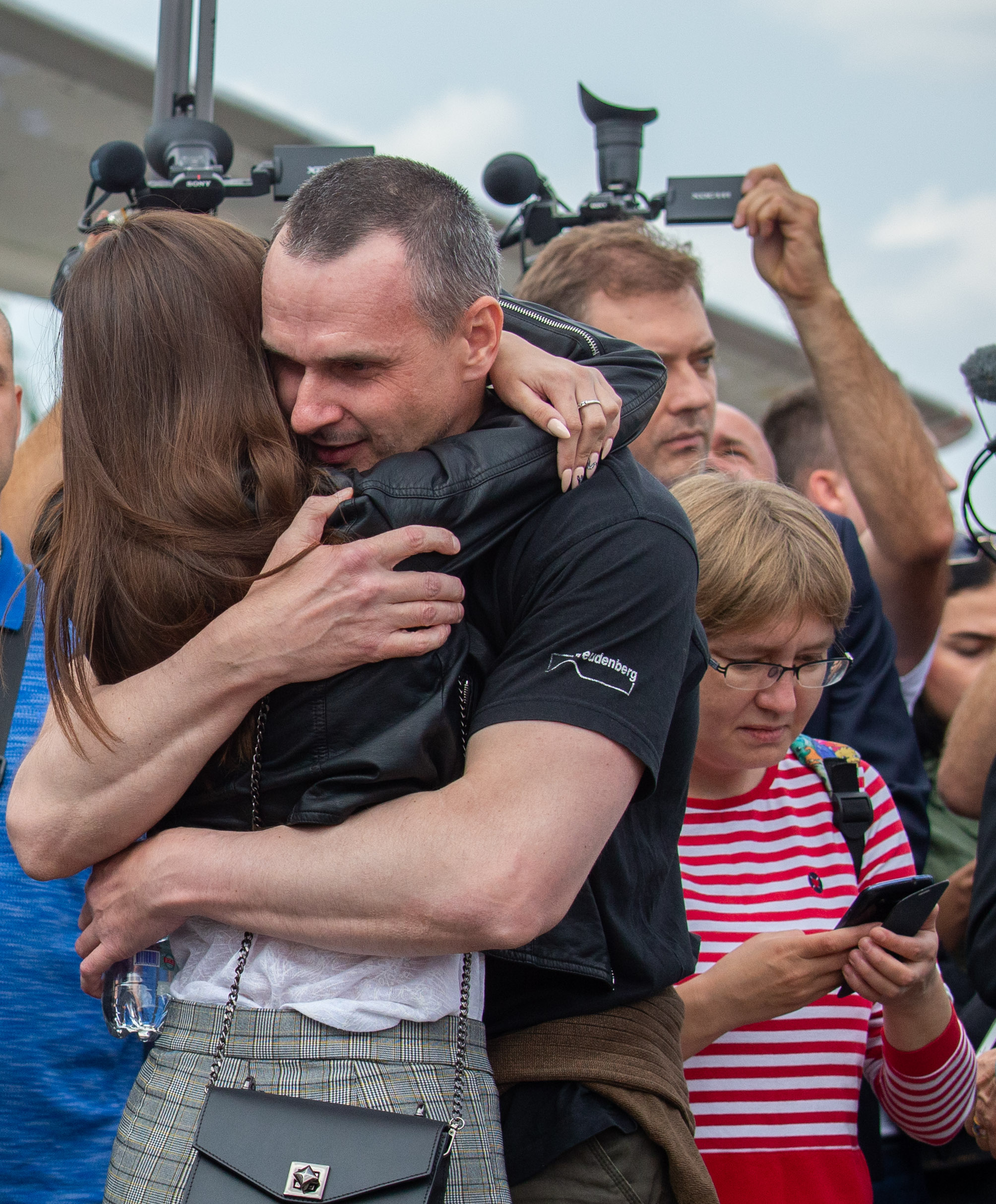
Retour de Sentsov en Ukraine.

Le 19 juillet 2019, le nouveau président ukrainien, Volodymyr Zelensky, propose de l'échanger contre le journaliste russo-ukrainien Kyrylo Vychynsky, travaillant pour RIA Novosti et jugé pour « haute trahison ». Fin août 2019, il est transféré dans une prison moscovite, en prévision d'un échange de prisonniers entre la Russie et l'Ukraine, qui a lieu le 7 septembre.
Le 26 novembre 2019, il se rend au Parlement européen à Strasbourg pour recevoir formellement le prix Sakharov, attribué en 2018 pendant sa détention en Russie. Dans son discours de remerciement, il appelle à la méfiance contre la Russie et à ne pas céder à Vladimir Poutine.
Lors de l'invasion de l'Ukraine par la Russie en 2022, Sentsov a rejoint la défense territoriale de Kiev, qui fait partie des forces armées de l'Ukraine. Il a appelé la communauté cinématographique internationale à boycotter le cinéma russe. En juillet 2022, il a quitté la défense territoriale qu'il jugeait « ennuyeuse » pour rejoindre les forces spéciales.
Il annonce le 17 juillet 2023 avoir été blessé dans un bombardement d'artillerie sur le front et ne devoir la vie qu’à un blindé fourni par les Etats-Unis à Kiev.

## Filmographie
- 2008 : A Perfect Day for Bananafish (court métrage)
- 2009 : The Horn of a Bull  (court métrage)
- 2011 : Gámer
- 2020 : Numbers
- 2021 : Rhinocéros (Nosorih)

## Distinctions
- 2014 et 2015: Order For Courage (en)[44].
- 2016 : Prix national Taras Chevtchenko[45].
- Le 24 septembre 2018, le statut de citoyen d'honneur de la Ville de Paris lui est octroyé à l'unanimité[46].
- Le 25 octobre 2018, il reçoit le prix Sakharov, décerné chaque année par le Parlement européen à des personnes ayant apporté « une contribution exceptionnelle à la lutte pour les droits de l’Homme dans le monde »[47].

### Documentaires
- « The Trial: The State of Russia vs Oleg Sentsov » (présentation de l'œuvre), sur l'Internet Movie Database
- (en) [vidéo] « From Crimea to Siberia: How Russia is Tormenting Political Prisoners Sentsov and Kolchenko », sur YouTube